# Atonio Mafi
Atonio Mafi (Shoreview, 20 ottobre 2000) è un giocatore di football americano statunitense che milita nel ruolo di guardia per gli Las Vegas Raiders della National Football League (NFL).

## Carriera

### New England Patriots
Al college Mafi giocò a football a UCLA, venendo inserito nella seconda formazione ideale della Pac-12 Conference nell'ultima stagione. Fu scelto nel corso del quinto giro (144º assoluto) del Draft NFL 2023 dai New England Patriots. Debuttò come professionista partendo come titolare nella gara del primo turno contro i Philadelphia Eagles. La sua prima stagione si chiuse disputando tutte le 17 partite, di cui 5 come titolare.
Il 27 agosto 2024 Mafi fu svincolato dai Patriots.

### Indianapolis Colts
Il 29 agosto 2024 Mafi firmò con la squadra di allenamento degli Indianapolis Colts. Il 30 novembre successivo fu promosso nel roster attivo. Fu svincolato il 23 dicembre e poi riaggregato alla squadra di allenamento.
Il 6 gennaio 2025 Mafi firmò da riserva/contratto futuro. Il 9 maggio 2025 Mafi su svincolato.

### Las Vegas Raiders
Il 22 luglio 2025 Mafi firmò con i Las Vegas Raiders.